# 阿基利 (俄克拉何马州)
阿基利（Achille）是美国俄克拉何马州布赖恩县的一个镇，面积1平方公里。根据2000年美国人口普查，共有506人，其中白人占71.34%、土著美国人占22.33%。